# مارینا کارپونینا
مارینا کارپونینا (روسی: Марина Германовна Карпунина؛ زادهٔ ۲۱ march ۱۹۸۴ (۴۱ سال)) ورزشکار بسکتبال اهل روسیه است.
وی در مسابقات کشوری و بین‌المللی در مجموع برندهٔ ۱ مدال طلا، ۳ مدال نقره، ۱ مدال برنز شده‌است.